# Порядок наследования мекленбургского престола

Герб Великого герцогства Мекленбург-Стрелиц

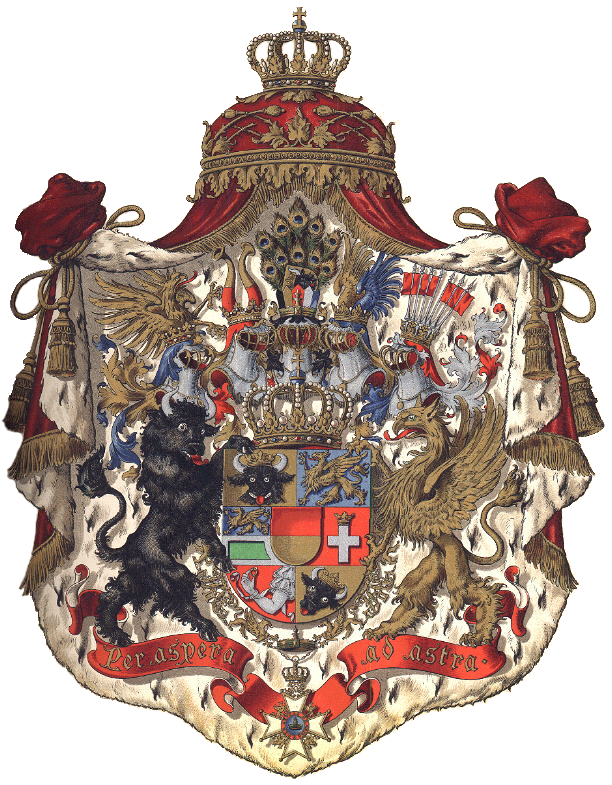
Герб Великого герцогства Мекленбург-Шверин

Порядок наследования престолов герцогств Мекленбург — упорядоченный список лиц, имеющих право на престолонаследие в герцогских домах Мекленбург-Шверин и Мекленбург-Стрелиц. В ноябре 1918 года оба великих герцогства были упразднены во время Ноябрьской революции в Германии. В настоящее время существует только Мекленбург-Стрелицкий герцогский дом.

## Наследование

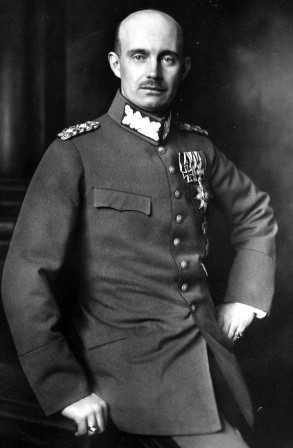
Фридрих Франц IV (1882—1945), последний великий герцог Мекленбург-Шверинский (1897—1918), глава Мекленбург-Шверинского дома (1918—1945)

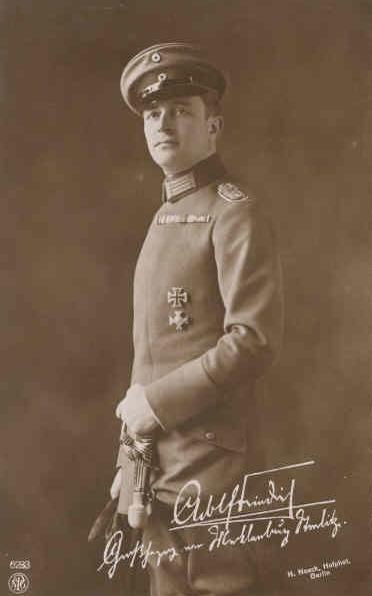
Адольф Фридрих VI Мекленбургский (1882—1918), последний великий герцог Мекленбург-Стрелицкий (1914—1918)

Согласно закону о престолонаследии великих герцогств, унаследовать герцогский престол только мужские представители династии. Женщины были полностью отстранены от престолонаследия . В результате в 2001 году Мекленбург-Шверинский герцогский дом угас после смерти последнего мужского представителя династии, Фридриха Франца (1910—2001), наследственного великого герцога Мекленбург-Шверинского (1945—2001). Мекленбург-Стрелицкий герцогский дом остается единственной существующей поныне линией Мекленбургского дома.
Мекленбург-Стрелицкий герцогский дома находился на грани исчезновения до 1928 года, когда единственный мужской представитель династии и глава дома, Карл Михаэль (1863—1934), герцог Мекленбургский (1918—1934), признал в качестве наследника своего морганатического племянника, графа Георга Карлова (1899—1963).
Последний великий герцог Мекленбург-Стрелицкий, Адольф Фридрих VI (1882—1918), правивший в 1914—1918 годах, покончил жизнь самоубийством 23 февраля 1918 года. После смерти бездетного великого герцога Адольфа Фридриха VI, последнего правителя из стрелицкой линии Мекленбургского дома, Фридрих Франц, великий герцог Мекленбург-Шверинский (1882—1945), управлял Мекленбург-Стрелицем на правах регента вплоть до Ноябрьской революции и создания Свободного государства Мекленбург-Штрелиц.
Граф Георг был признан герцогом Мекленбургским (светлейший) 18 июля 1929 года главой Российского императорского дома, великим князем Кириллом Владимировичем Романовым, а 29 декабря того же года Фридрихом Францем IV, герцогом Мекленбург-Шверинским. 18 декабря 1950 года было объявлено, что стиль «Высочество» был признан за ним и остальными членами династии Мекленбург-Стрелиц. Позиция Георга в качестве главы дома Мекленбург-Стрелиц была также подтверждена.

## Порядок наследования в ноябре 1918 года

### Мекленбург-Шверин
- Великий герцог Фридрих Франц II (1823—1883)
  -   Великий герцог Фридрих Франц III (1851—1897)
    -  Фридрих Франц IV, великий герцог Мекленбург-Шверинский (род. 1882)[5]
      - (1) Фридрих Франц, наследный великий герцог Мекленбург-Шверинский (род. 1910)[5]
      - (2) Герцог Кристиан Людвиг (род. 1912)[5]

  - (3) Герцог Иоганн Альберт (род. 1857)[5]
  - (4) Герцог Адольф Фридрих (род. 1873)[5]
  - (5) Герцог Генрих, принц Нидерландский (род. 1876)[5]
  - (6) Герцог Пауль Фридрих (род. 1852)[5]
    - (7) Герцог Генрих Борвин (род. 1885)[5]

Примечание: 21 апреля 1884 года герцог Пауль Фридрих Мекленбургский (1852—1923) отказался за себя и своих сыновей от права на наследование в пользу своих младших братьев и их сыновей.

### Мекленбург-Стрелиц
- Великий герцог Георг (1779—1860)
  -   Великий герцог Фридрих Вильгельм (1819—1904)
    -   Великий герцог Адольф Фридрих V (1848—1914)
      -  Великий герцог Адольф Фридрих VI (1882—1918)

  -  Герцог Георг (1824—1876)
    - Герцог Георг Александр (1859—1909)
      - Георг Георг Александр (род. 1899)

    -  (1) Герцог Карл Михаил (род. 1863)[5]

Примечание: Герцогский престол Мекленбург-Стрелица стал вакантным 23 февраля 1918 года после смерти великого герцога Адольфа Фридриха VI. Наследник престола считался герцог Карл Михаил Мекленбургский, проживавший в то время в России.

## Текущая линия престолонаследия в доме Мекленбург-Стрелиц

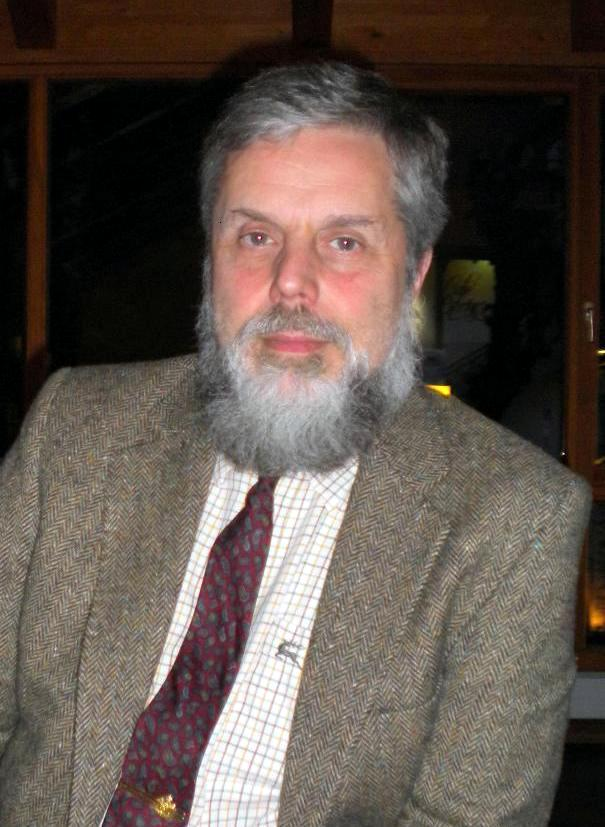
Борвин, герцог Мекленбургский (род. 1956)

- Георг-Август Мекленбург-Стрелицкий (1824—1876)
  - Георгий Георгиевич Мекленбург-Стрелицкий (1859—1909)
    - Георг Александр Мекленбургский (1899—1963)
      - Георг Александр, герцог Мекленбургский (1921—1996)
        - Борвин, герцог Мекленбургский (род. 1956)
          - (1) Герцог Александр (род. 1991)[2]
            - (2) Герцог Леопольд (род. 2023)[2]

          - (3) Герцог Михаэль (род. 1994)[2]

      -  Карл Грегор Мекленбургский (1933—2018)

  -  Михаил Георгиевич, герцог Мекленбург-Стрелицкий (1863—1934)